# John C. Flanagan
John Clemans Flanagan (Armour, 7 janvier 1906 - Menlo Park, 15 avril 1996) est un psychologue américain.

## Travaux
Il a développé la méthode des incidents critiques, qui identifie et classifie les comportements associés aux succès ou aux échecs de l'activité humaine.